# آمدئو آمادی
آمدئو آمادی (به ایتالیایی: Amedeo Amadei) بازیکن فوتبال و مهاجم اهل ایتالیا بود. 

## تیم ملی
از سال ۱۹۴۹ میلادی عضو تیم ملی فوتبال ایتالیا بوده و در ۱۳ بازی ملی حضور داشته‌است. او در بازی‌های ملی‌اش ۷ گل به ثمر رساند.
آمدئو آمادی آخرین بازی ملی خود را در سال ۱۹۵۳ میلادی انجام داد.